# 太阳高度角
太陽高度角（英語：solar elevation angle），也称太阳高度，是指某地的太阳光线与当地地平面的所交的最小线面角，這是以太陽視盤面的幾何中心和理想地平線所夾的角度。

## 太陽高度角的計算
太陽高度角可以使用底下的算式，經由計算得到很好的近似值：
{\displaystyle \,\sin \theta _{\mathrm {s} }=\cos h\cos \delta \cos \Phi +\sin \delta \sin \Phi \,,}
此處
- {\displaystyle \,\theta _{\mathrm {s} }}是太陽高度角，
- {\displaystyle \,h}是以地方恆星時系統下的時角，
- {\displaystyle \,\delta }是目前太陽的赤緯，
- {\displaystyle \,\Phi }是當地的緯度[2]。

### 正午太阳高度角
计算正午太阳高度角需用以下公式。h=90°-|φ-δ|

## 日变化
在夜间，太阳高度为负值，子夜时太阳高度最小，此时称为太阳下中天。
日出、日落时，太阳高度为0

上午太阳高度逐渐增大，最大时为太阳上中天，即是正午，午后太阳高度又逐渐缩小。

## 年變化
在一年當中，太陽的高度變化與地理緯度有關。在北回歸線以北地區，太陽高度以夏至正午時最高，但太陽不會出現在天頂；南迴歸線以南的地區則與反之。在南北回歸線之間，包含赤道在內，太陽每年會有一天通過天頂，即太陽的赤緯和當地的地理緯度相同那一天，也是一年當中太陽在正午高度最高的一天。

## 分布
全球太阳高度为90度的点只有一个，称太阳直射点，其在昼半球的中心。
其他地点的太阳高度以太阳直射点为中心呈同心圆等值分布。（前提是假设地球是一个正球体）

## 极昼极夜现象
极昼极夜现象是因为太阳高度角和太阳直射点的变化形成的一种特殊现象，出现地点仅限南北两极地区。极昼极夜现象是指在南纬66.5°以南，和北纬66.5°以北地区出现的白昼或夜晚暂时消失的情况。出现极昼情况的原因是由于太阳直射点南北运动，与太阳直射点同一半球的极点在双至日（即夏至或冬至）中的某一天，最小太阳高度不小于0°，全天不落日的现象。极夜现象则反之。

### 原理分析
春分日和秋分日全球昼夜平分；
夏至日（6月21或22日）太阳直射点在北纬23.5°，则北半球出现极昼，南半球出现极夜；相反冬至日（12月21或22日）太阳直射點在南纬23.5°，则南半球出现极昼，北半球出现极夜。

### 科考价值
对于天文学考察来说，极夜现象具有极高的价值，发生极夜现象时，由于天空中并无太阳光的干扰，宇宙的天体运动变化得以展现，同时两极地区空气稀薄，大气透明度相对高，云雾少，因此对于天文观测是一个极好的契机。

## 註解
1. ↑  這個程式忽略了大氣折射的效應。
2. ↑  The formula is based on geocentric latitude, which differs from geographic latitude by less than 12 minutes of arc.